# ES Avignon
L'ES Avignon est un ancien club de basket-ball français basé à Avignon.
Par la suite, c'est l'Union sportive Avignon-Le Pontet basket-ball qui est le club phare de la ville, devenant en 2014 Grand Avignon Sorgues Basket.

## Histoire
À l'issue de la saison 1976-1977, l'ESA accède à la division 1 sous l'impulsion de son capitaine, Antoine Cerase, de son américain Mike Hopwood et du grand espoir français, Philippe Szaniel. Le club a appartenu pendant 12 saisons à l'élite du championnat de France, pour un bilan de 110 victoires, 7 matchs nuls et 199 défaites en 316 matches.

## Palmarès
néant

## Joueurs marquants du club
- Didier Dobbels
- Alain Larrouquis
- Philip Szanyiel
- Franck Cazalon
- Antoine Cerase
- Vince Taylor (basket-ball) (en)
- Horace Wyatt
- Tom Snyder
- Pat Burtey
- Bernard Van den Broeck
- Emmanuel Schmitt
- Patrick Galin